# Колбель (гмина)
Колбель (пол. Kołbiel) — сельская гмина (волость) в Польше, входит как административная единица в Отвоцкий повет, Мазовецкое воеводство. Население — 8067 человек (на 2004 год).

## Демография
| Перепись                       | Всего   | Всего | Женщины | Женщины | Мужчины | Мужчины |
| ------------------------------ | ------- | ----- | ------- | ------- | ------- | ------- |
| Единицы                        | человек | %     | человек | %       | человек | %       |
| Население                      | 8067    | 100   | 4059    | 50,3    | 4008    | 49,7    |
| Плотность населения (чел./км²) | 75,8    | 75,8  | 38,1    | 38,1    | 37,7    | 37,7    |

## Поселения
1. Антонинек
2. Бочан
3. Боркув
4. Хросна
5. Хшонщувка
6. Члекувка
7. Добжинец
8. Гадка
9. Глупянка
10. Гузд
11. Карписка
12. Конты
13. Колбель
14. Любице
15. Нова-Весь
16. Олексин
17. Подгужно
18. Радахувка
19. Рудно
20. Рудзенко
21. Семпохув
22. Сивянка
23. Скорупы
24. Стара-Весь-Друга
25. Суфчин
26. Тересин
27. Владзин
28. Воля-Суфчиньска

## Соседние гмины
1. Гмина Целестынув
2. Гмина Миньск-Мазовецки
3. Гмина Осецк
4. Гмина Пилява
5. Гмина Сенница
6. Гмина Вёнзовна